# День Шилы
День Шилы или Шилов день (англ. Sheelah's Day или англ. Sheelagh's Day) — ирландский народный праздник, который отмечают 18 марта, на следующий день после Дня святого Патрика. Праздник имеет меньшую известность и популярность, но традиция поддерживается, как в самой Ирландии, так и в заграничных диаспорах. 

## История
Традиционно День Шилы отмечался на следующий день после праздника Святого Патрика и совпадал с христианскими праздниками. Согласно ирландскому фольклору и мифологии, Шила была либо женой, либо матерью Святого Патрика, и праздник служил её чествованием.
Ирландские журналы и газеты XVIII и XIX веков упоминают жену Святого Патрика. Freeman's Journal упоминал День Шилы в 1785, 1811 и 1841 годах. Австралийская пресса XIX века фиксировала празднование Дня Шилы, включая употребление большого количества алкоголя. День Шилы больше не отмечается официально в Ирландии, но продолжает отмечаться в Ньюфаундленде и Канаде, куда традицию привезли ирландские иммигранты в конце XVII века. 
В Ньюфаундленде праздник, возможно, объединяется с легендой об ирландской принцессе Шилa НаГира.
Некоторые ученые предполагают связь между Шилой и фигурами Шила-на-гиг, которые встречается в средневековой архитектуре Ирландии и Европы.